# نورثبورو، کمبریج‌شر
نورثبورو (به انگلیسی: Northborough) یک روستا و محله مدنی در بریتانیا است که در پیتربورو واقع شده‌است. نورثبورو ۱٬۳۱۸ نفر جمعیت دارد.